# Tritium
Pour les articles homonymes, voir Tritium Calcio 1908.
table
Le tritium (/tʁi.sjɔm/ ou /tʁi.tjɔm/), noté 3H ou T, est l'isotope de l'hydrogène dont le nombre de masse est égal à 3 : son noyau atomique, appelé triton, compte 1 proton et 2 neutrons avec un spin 1/2+ pour une masse atomique de 3,016 049 281 3 g/mol. Il est caractérisé par un excès de masse de 14 949,810 9 keV et une énergie de liaison nucléaire par nucléon de 2 827 keV. Il a été mis en évidence en 1934 par Ernest Rutherford, dans la réaction de fusion nucléaire D + D ⟶ T + H.
À la différence du protium 1H et du deutérium 2H, ce nucléide est radioactif et se désintègre en hélium 3 (3He) avec une demi-vie de 12,3 ans. Son activité spécifique ou activité massique est de 356,0 TBq/g (soit 356,0 PBq/kg ou 3,56 × 1014 Bq/g) ou encore 9 621 curies par gramme (soit 9,621 MCi/kg). Il émet un rayonnement β− de faible énergie, 5,7 keV en moyenne, ainsi qu'un antineutrino électronique d'énergie 12,89 keV, en donnant 3He.
Le tritium est extrêmement rare à l'état naturel (environ un atome de tritium pour 1018 atomes d'hydrogène), mais est émis dans l'environnement par l'industrie nucléaire : dans le fonctionnement normal des réacteurs nucléaires et lors du traitement des éléments combustibles. Il est également produit lors d'explosions nucléaires. L'Autorité de sûreté nucléaire estime que « le développement de projets de nouvelles installations (EPR, ITER) et l’évolution des modes de gestion des combustibles nucléaires […] conduisent tous deux à une augmentation des rejets en tritium de l’industrie nucléaire ».

## Propriétés

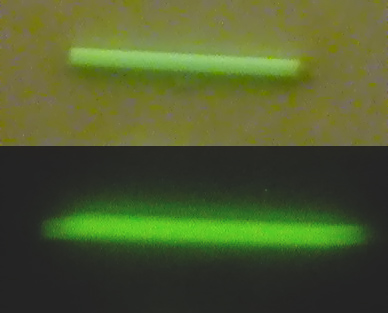
Tubes radioluminescents : des tubes de verre dont la face interne est recouverte de phosphore et contenant du tritium gazeux brillent dans le noir (le tube ici photographié brillait depuis un an et demi). Le rayonnement bêta, de faible énergie (dit « mou »), est arrêté par le plastique ou le verre.

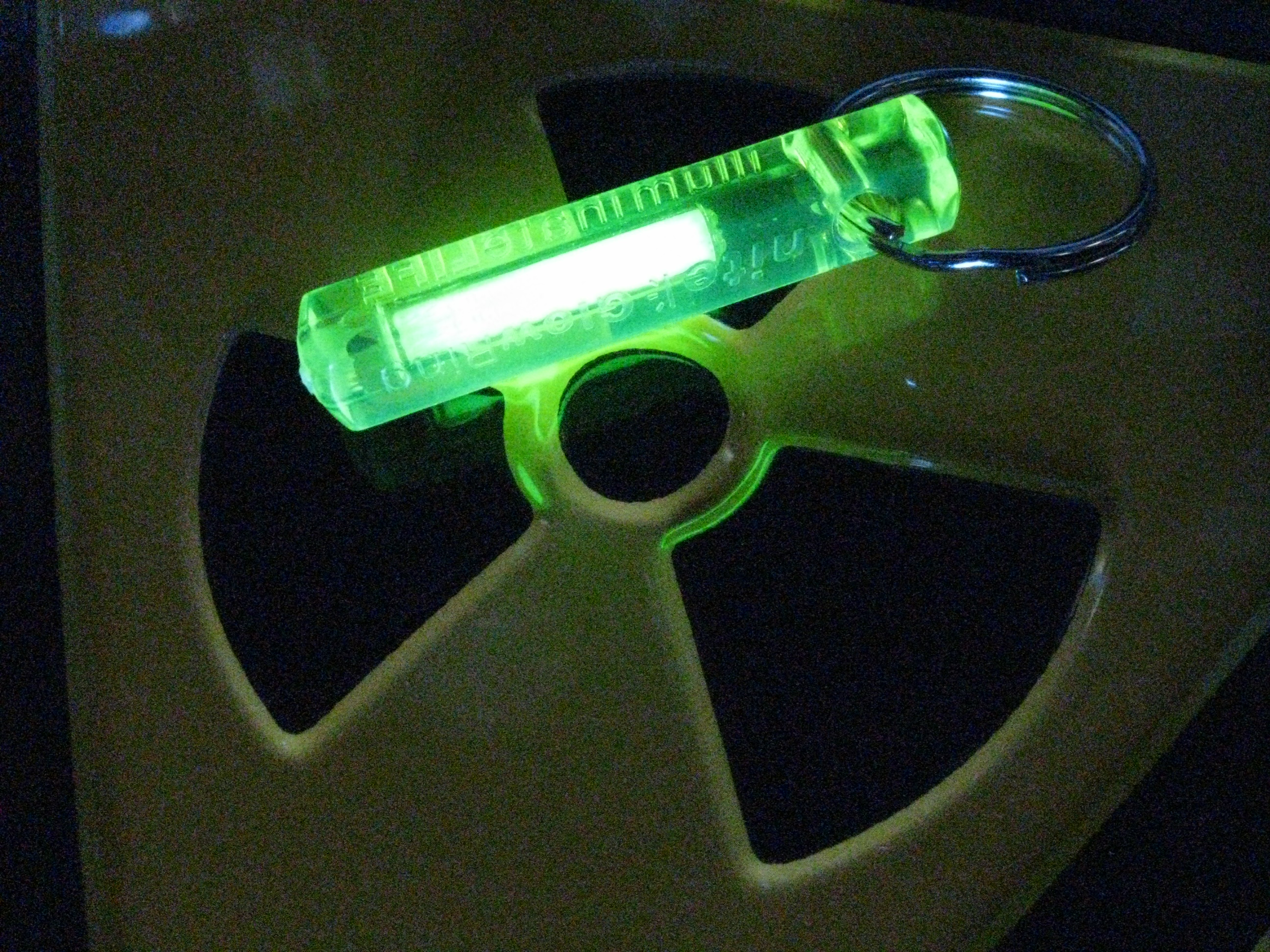
Usage en gadget (illégal dans certains pays dont la France), avec risque de perte de tritium dans l'environnement si le contenant est brisé, érodé, brûlé ou fondu.

### Propriétés physiques
Un atome de tritium a une masse atomique de 3,016 049 2. Le tritium existe comme corps pur sous la forme de T2 gazeux dans les conditions normales de température et de pression.
Quand elle comporte des atomes de tritium (3H) plutôt que de protium (1H) voire de deutérium (2H), la molécule d'eau est plus lourde. Elle présente aussi de subtiles différences (dipôles différents, moments d'inertie modifiés, légère différence massique) qui pour une molécule apparemment semblable pourraient peut-être expliquer de légères différences de comportements, dont pour l’eau tritiée lors des processus naturels de changement de phase (évaporation, condensation, cristallisation, diffusion/sorption, etc.). Ces différences pourraient, par exemple, expliquer un faible enrichissement en tritium de la phase condensée par rapport à l’hydrogène (plus léger).
HTO était et reste encore la molécule traceur considérée comme la moins différente de l'eau pure (H2O), HTO a par exemple été utilisée pour calculer la valeur de la perméabilité à l'eau de différents types de membranes biologiques (peau, intestin, muqueuses… chez différentes espèces).
Comme l'hydrogène, le tritium gazeux est difficile à stocker à température ambiante. De nombreux matériaux apparemment étanches, dont la plupart des aciers, sont poreux pour le tritium.

### Propriétés chimiques
En s'oxydant en présence d'oxygène, même en milieu sec, il produit de l'eau tritiée (HTO ou T2O), s'il y a une source de chaleur ou une étincelle.

### Radioactivité
La période radioactive du tritium est de 12,32 ans.
Il se transforme en hélium 3 par une désintégration β− suivant la réaction nucléaire :
3
1T ⟶ 3
2He+ + 0
−1e− + ν
e + 18,52 keV.
L'électron émis emporte en moyenne une énergie cinétique de 5,7 keV, le reste est emporté par un antineutrino électronique (pratiquement indétectable). L'énergie particulièrement faible de l'électron rend le tritium difficile à détecter autrement que par scintigraphie.
La radioactivité β de faible énergie fait que les électrons émis sont rapidement arrêtés dans l'eau et dans les tissus biologiques, après avoir parcouru seulement 6 μm tout au plus (et en moyenne environ 0,56 μm). Un rayonnement externe est donc rapidement arrêté par la simple surface « morte » de la peau humaine.
Cependant, contrairement à leur rayonnement, la plupart des molécules tritiées comme l'eau tritiée sont facilement absorbées à travers la peau, des membranes ou tissus biologiques de tous les êtres vivants. Sa radioactivité le rend donc potentiellement dangereux s'il est inhalé ou ingéré, a priori uniquement dans les cellules vivantes qu'il aura pénétrées.

## Production

### Réactions de production
Le tritium naturel est dit « cosmogénique » car provenant de l'interaction du rayonnement cosmique avec divers constituants de l'atmosphère. La réaction nucléaire dominante est l'interaction entre un neutron rapide (de plus de 4 MeV) et un atome d'azote, par réaction (n,T) :
14
7N + 1
0n ⟶ 12
6C + 3
1H.
Environ 70 000 TBq (soit 0,2 kg de tritium) seraient ainsi annuellement produits (moyenne qui peut cycliquement varier avec l'activité solaire ; quand elle est intense, le vent solaire qu'elle produit atténue le rayonnement cosmique qui frappe la Terre). L'inventaire global du tritium naturel terrestre serait d'environ 1 300 PBq (soit 3,5 kg) et la dose annuelle de radioactivité absorbée par un humain ayant le tritium d’origine naturelle est d’environ 0,01 μSv.
Les deux tiers environ du tritium naturel seraient produits dans la stratosphère et le reste dans l'hydrosphère et la lithosphère. De plus, un peu de tritium provient du milieu extraterrestre (émis par le Soleil ou d'autres étoiles et poussé par le rayonnement cosmique ou les vents solaires orientés vers la Terre). Inversement, en même temps que de l'hydrogène, l'atmosphère terrestre perd un peu de tritium, arraché par les vents solaires en périphérie de la haute atmosphère. Il s'en produit plus en période d'éruption solaire (environ « 0,1 atome de tritium par centimètre carré et par seconde à la surface de la Terre pendant la durée du cycle solaire. »)
Du tritium artificiel est cependant produit par l'humain en plus grande quantité depuis les années 1940, dans les explosions nucléaires ou lorsque du lithium est exposé à un flux neutronique. C'est le cas dans le réacteur d'une centrale nucléaire. L'isotope léger (6Li), présent dans le lithium naturel à raison de 7,5 %, capture les neutrons et donne des noyaux d'hélium et de tritium suivant la réaction :
6
3Li + 1
0n ⟶ (σ = 940 barn) ⟶ 4
2He (2,05 MeV) + 3
1T (2,75 MeV).
Le lithium 7 exposé à des neutrons de haute énergie peut également subir une réaction (n, alpha) endothermique (réaction découverte lors de l'essai Castle Bravo ; dont l'explosion a été d'une énergie 2,5 fois supérieure aux prévisions à cause de l'excès de tritium produit de cette manière).
7
3Li + 1
0n (+2,466 MeV) ⟶ 4
2He + 3
1T + 1
0n.
Dans un réacteur à eau pressurisée, de l'acide borique est utilisé comme « poison » consommable. Le bore 10 peut parfois occasionnellement subir une fission ternaire (n, T, 2α), conduisant à deux atomes d'hélium et un de tritium[réf. incomplète] :
10
5B + 1
0n ⟶ (σ = 12 × 10−3 barn) ⟶ 2 4
2He + 3
1T.
Les réacteurs à eau lourde génèrent du tritium par capture d'un neutron par un atome de deutérium. Cette réaction n'a qu'une très faible section efficace (c'est pourquoi l'eau lourde est un bon modérateur) et ne produit que peu de tritium. La même réaction se produit sur la faible proportion de deutérium (0,015 %) dans les réacteurs où l'eau est utilisée comme caloporteur.
1
0n + 2
1D ⟶ (σ = 530 × 10−6 barn) ⟶ 3
1T.
Dans une centrale nucléaire, l'hélium 3 produit par la désintégration du tritium est lui-même réactivé en tritium par capture neutronique, facilité par sa grande section de capture pour des neutrons thermiques :
1
0n + 3
2He ⟶ (σ > 5 000 barn) ⟶ 3
1T + 1
1H + 0,764 MeV.
Le tritium est également produit dans les réacteurs nucléaires électrogènes comme produit de fission pour environ 3 g par an et par réacteur. Le tritium produit par fission n'est normalement pas rejeté au niveau du réacteur, car il reste majoritairement dans le combustible pour se trouver dans la solution de produits de fission à l'usine de retraitement. Malgré tout, un réacteur de 900 MWe rejette de l'ordre de 10 TBq/an (soit 0,03 g/an).

### Production industrielle

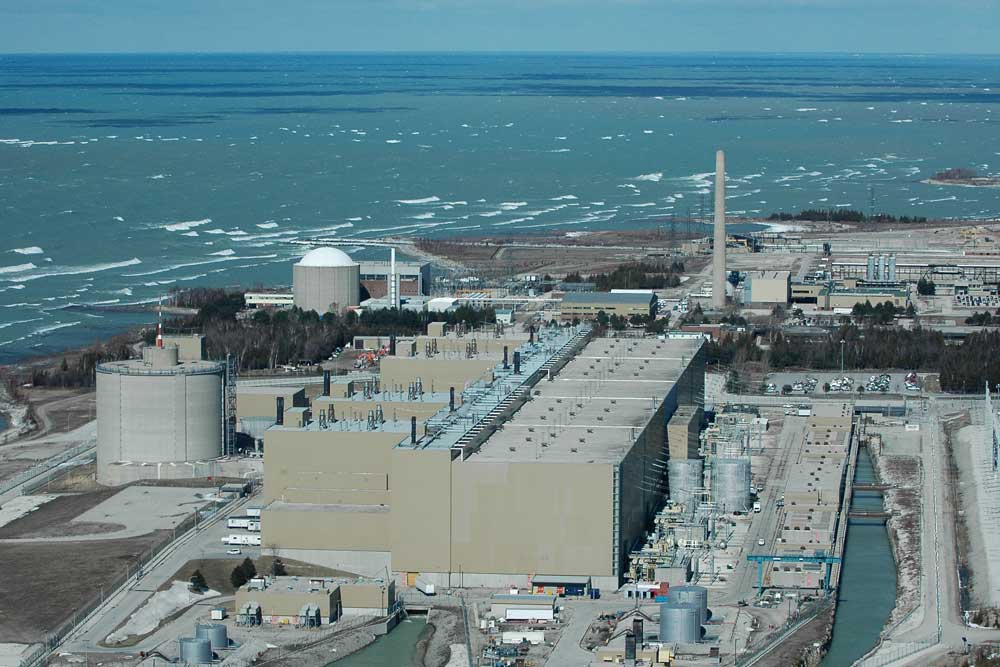
La première source civile de tritium dans le monde : les réacteurs CANDU, modérés à l'eau lourde.

Toutes les centrales nucléaires produisent du tritium qui est un résidu de l'exploitation des réacteurs. En France, « il est stocké sur site, dans des réservoirs prévus à cet effet, avant d'être rejeté conformément aux autorisations de rejets, après avoir été contrôlé ». Des limites de rejets sont imposées pour chaque installation, par arrêté (ex. : 80 Bq/l à ne pas dépasser pour les rejets de la centrale nucléaire de Chooz B en 2005).
La principale source civile de tritium dans le monde est constituée par les réacteurs modérés à l'eau lourde, comme les CANDU ou les PHWR argentins de conception Siemens, où le tritium constitue un produit d'activation. Dans certains réacteurs, le tritium est périodiquement extrait du modérateur, et peut être disponible pour une utilisation industrielle.
Le tritium est extrait de l'eau lourde au « Tritium Removal Facility (TRF) » de l'Ontario Power Generation en deux étapes : extraction catalytique en phase vapeur, puis distillation cryogénique. Le TRF produit annuellement 2,5 kg de tritium.
De 1962 à 1976, un laboratoire français du centre CEA de Saclay était équipé pour la production d'importantes quantités de tritium. Deux réacteurs de recherche français dénommés « Célestin I et II » qui sont entrés en service à Marcoule en 1967 et 1968 étaient particulièrement destinés à la production de tritium. En 1967, l'Atelier d'extraction du tritium des cibles, situé aussi à Marcoule, a commencé à fonctionner.
Le tritium à usages militaires est produit en réacteurs d'irradiation, par irradiation de lithium. C'est la méthode choisie par l'autre grand fournisseur de tritium civil, Reviss Services et envisagée pour le fonctionnement continu d'ITER.
C'est la source envisagée pour le démarrage d'ITER : la fusion thermonucléaire destinée à produire de l'énergie devrait bientôt utiliser le lithium dans une zone périphérique dite de couverture, enveloppant le cœur du réacteur, pour intercepter un maximum de neutrons produits par les réactions de fusion. Le tritium ainsi produit servirait à régénérer le tritium consommé par la réaction, ce qui permettrait de fermer le cycle de la voie fusion.
En juin 2024 est inaugurée la première installation européenne de traitement du tritium, TRF (pour Tritium removal technology) à la centrale nucléaire de Cernavodă en Roumanie.

## Usages

### Pour la fusion nucléaire

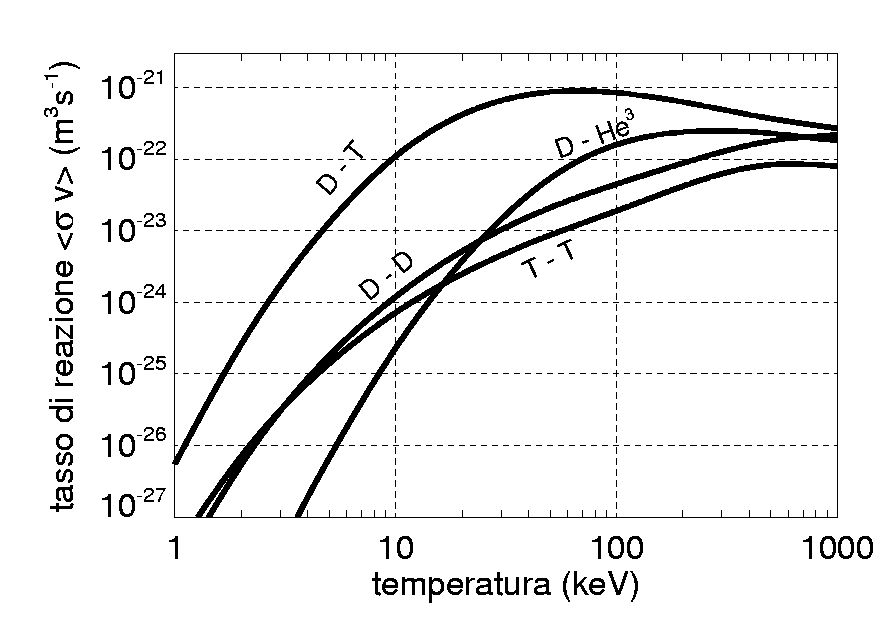
Le taux de réaction de la fusion nucléaire est maximal pour le mélange D-T à 60 keV.

Le tritium est un élément clef de la fusion nucléaire, par la grande section efficace et l'énergie dégagée par sa réaction avec le deutérium :
3
1T + 2
1D ⟶ 4
2He + 1
0n + 17,6 MeV.
Tous les noyaux composés de neutrons et de protons sont chargés positivement, et se repoussent du fait de la force électrostatique qui en résulte. Cependant, quand la température et la pression sont suffisamment élevées, ils peuvent se rapprocher au point que l'interaction forte prenne le dessus et provoque la fusion en un noyau plus gros.
Le noyau de tritium, formé d'un proton et de deux neutrons, a une charge électrique identique à celle du noyau d'un atome d'hydrogène, et subit donc la même répulsion électrostatique. Mais les neutrons augmentent l'effet de l'interaction forte, permettant une fusion plus facile qu'entre atomes d'hydrogène.

### Usage militaire
Le principal usage du tritium produit dans le monde est d’accroître le rendement des armes thermonucléaires et l’efficacité de l’utilisation des matières explosives nucléaires.
Les bombes nucléaires à fusion nucléaire sont en effet de type tritium-tritium ou tritium-deutérium. La réaction est déclenchée par les températures et pressions extrêmes d'une réaction explosive de fission nucléaire d'uranium 235 ou de plutonium 239. Les neutrons dégagés par la fusion du tritium favorisent à leur tour la fission de l'uranium ou du plutonium résiduels.
Aucune publication officielle ne le dit, mais on estime que les têtes nucléaires contiennent environ 4 g de tritium, et qu'une bombe à neutrons en contient de 10 à 30 g.
Le tritium est une matière radioactive dont la détention est réglementée en France (Article R1333-1 du code de la Défense).
Mais au niveau international, il n'est pas retenu parmi les « produits fissiles » du TNP et ne fait pas l'objet de contrôles pour l'Agence internationale de l'énergie atomique (AIEA).
Une très faible quantité de tritium est également utilisée sur des modèles d'organes de visée d'armes légères, afin de permettre à l'usager de pouvoir sortir son arme et immédiatement viser en conditions nocturnes. Ces modifications sont en revanche interdites dans plusieurs pays, dont la France depuis 2002. D'autres personnes utilisent plutôt des inserts photoluminescents qui accumulent la lumière (du soleil, ou d'une autre source comme une lampe torche) puis la restituent, ou peignent eux-mêmes les points de couleur sur leurs organes de visée avec de la peinture luminescente.

### Usages non nucléaires

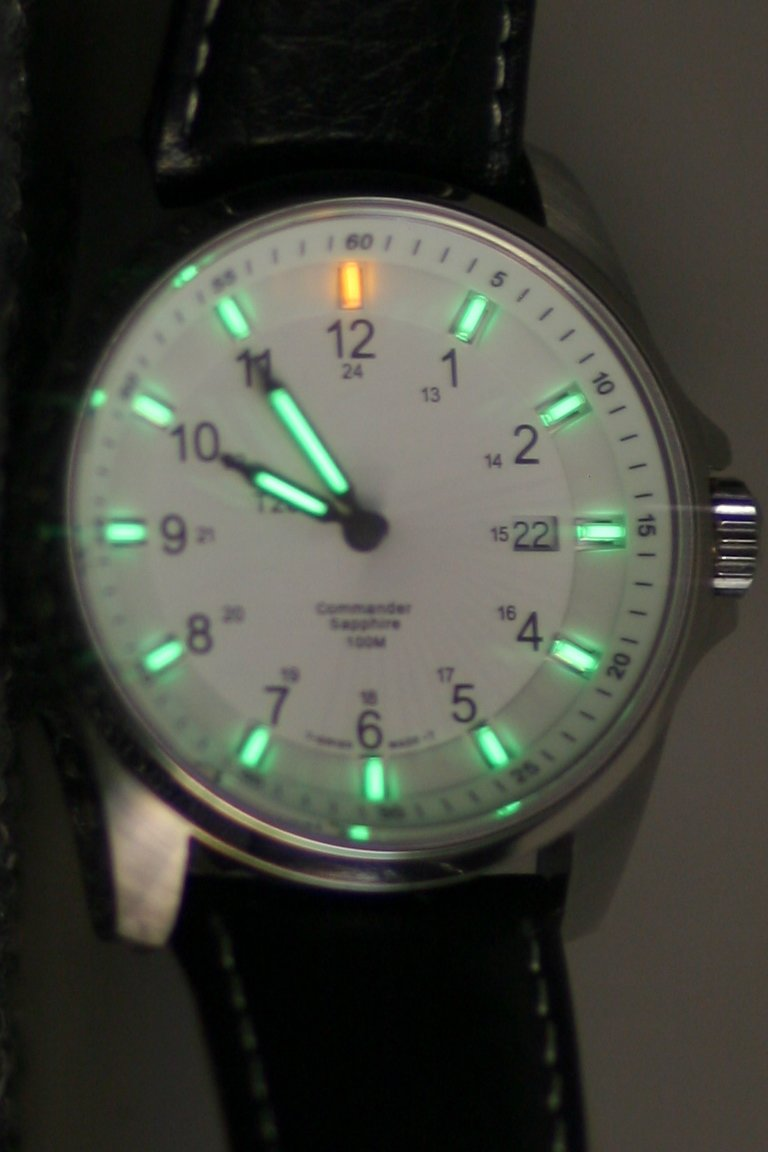
Montre luminescente incorporant du tritium.

Les usages non-nucléaires n'impliquent que des traces de tritium, et ne concernent qu'une fraction très faible des quantités produites.
Des composés tritiés gazeux sont utilisés depuis les années 1950 pour leur capacité à faire briller dans le noir les matériaux phosphorescents, avec bien moins de risque (norme ISO 3157:1991) qu'avec le radium (maintenant interdit pour la luminescence des montres et réveils en raison de sa dangerosité pour les travailleurs, même avec de faibles doses reçues).
Des tubes transparents remplis de gaz rendent lumineux des points (montres, chronomètres, systèmes de visée d'armes de chasse, guerre, ou tir sportif) ou des dispositifs d’éclairage de panneaux, d'éléments autolumineux dans les avions, de feux de pistes d’aéroport, cadrans lumineux, de jauges, etc.,, ou de signalétique de sécurité (de type « sortie de secours » (jusqu'à une vingtaine de curies, soit 750 GBq) n'ayant alors plus besoin de piles ou de circuit d'alimentation.
Bien que cela soit interdit ou réglementé dans certains pays (comme aux États-Unis avec la nécessité d'une autorisation de l'US EPA), des capsules de tritium gazeux sont utilisées dans certaines montres ou gadgets (dits « T-luminising » ou « trasers »), qui font l'objet d'un commerce illégal.
La plupart de ces objets peuvent perdre leur tritium en cas d'incendie, mais les quantités impliquées susceptibles d'être réellement inhalées (de l'ordre de quelques kBq) n'entraînent généralement pas de danger en matière de santé publique (même si l'on admet qu'il est ingéré sous forme d'eau tritiée, dont le facteur de dose est 1,8 × 10−11 Sv/Bq ; un kilobecquerel de tritium inhalé sous cette forme correspond à une dose de 0,018 µSv, très inférieure à ce que l'on sait mesurer de l'effet des faibles doses d'irradiation).
En France, cette pratique est soumise à autorisation de vente par le code de la santé publique ; le décret 2002-450 du 4 avril 2002 dispose ainsi qu’est « interdite toute addition intentionnelle de radionucléides artificiels et naturels, y compris lorsqu’ils sont obtenus par activation, dans les biens de consommation et les produits de construction. […] Sont également interdites l’importation et l’exportation, s’il y a lieu sous tout régime douanier, ainsi que le placement en magasin et aire de dépôt temporaire de tels biens et produits qui auraient subi cette addition ».
Du tritium provenant probablement d'objets de ce type est retrouvé dans les lixiviats de certaines décharges municipales, et donc probablement présent dans les fumées ou cendres d'incinérateurs. Selon Mutch et Mahony (2008), avec, par exemple, en moyenne 1 251 Bq/l et jusqu'à 7 104 Bq/l émis par de l'eau tritiée trouvée dans les lixiviats de deux décharges étudiées dans les États de New York et du New Jersey. En Californie, des taux moyens de 3 663 Bq/l et jusqu'à 11 248 Bq/l trouvés dans de tels lixiviats (à comparer à la limite de potabilité de l'ordre de 10 kBq/l, voir eau tritiée). Ce tritium peut aussi se rediffuser dans l'air, via les condensats de gaz de décharge où l'on a trouvé, par exemple, du tritium à dose de 2 013 Bq/l au Royaume-Uni et 18 981 Bq/l en Californie.
Du tritium gazeux est également utilisé pour les usages suivants :
- comme produits de radiochimie, produits radiopharmaceutiques et biotechnologiques, dont pour l'aide à certains diagnostics médicaux. Une production commerciale croissante de tritium existe pour cet usage ;
- comme traceur utilisé en laboratoires de recherche ou in situ (pour mesurer l'imperméabilité d'une argile ou d'autres matériaux par exemple) ;
- comme traceur dans l’exploration pétrolière ou de gaz naturel, gaz de schistes ;
- comme éléments de détecteurs (de neutrinos, en couche fine) ou antérieurement de spectroscope[28],[29] ;
- comme source d'énergie pour des micro-batteries[30] et piles bêta-voltaïques que l'on peut déjà trouver dans certains satellites[réf. nécessaire]. Elles ne sont pas utilisées pour le grand public, mais les chercheurs tentent de les miniaturiser pour les utiliser dans les ordinateurs portables et les téléphones. Ce type de piles présente l'avantage de fournir en continu du courant pendant environ trente ans, que l'on s'en serve ou non, et ce sans échauffement de la pile.

Le dosage du tritium naturel est utilisé pour la datation de masses d'eau.

## Impacts biologiques et écologiques du tritium
Depuis l'arrêt des essais nucléaires dans l'atmosphère, le tritium artificiel est principalement rejeté dans l'air et l'eau par les installations nucléaires. Il est, avec le carbone 14, l'un des deux radionucléides les plus émis dans l’environnement par les installations nucléaires en fonctionnement normal, notamment par les réacteurs CANDU canadiens, ce qui a incité l'organisme de réglementation nucléaire du Canada et la Commission canadienne de sécurité nucléaire (CCSN) à mieux comprendre la cinétique du tritium dans l'environnement et notamment dans l'air.
La nature et l'étendue de son impact continuent à faire l'objet d'études. Une synthèse des connaissances disponibles a été publiée en 2010 par l'Autorité de sûreté nucléaire française :
- la période biologique (sensiblement égale à la période effective dans le cas du tritium) varie suivant la forme sous laquelle le tritium est fixé. Quelle que soit la forme de l’apport en tritium, la plus grande partie du tritium est réputée éliminée en un mois et la presque-totalité est éliminée en moins d’un an. Sa période biologique est donc très inférieure à sa période radioactive de douze ans ;
- le facteur de dose pour l'eau tritiée (la forme la plus courante dans l'environnement) est de 1,8 × 10−11 Sv/Bq. Compte tenu de sa très faible radiotoxicité, des excès de cancers ne sont attendus que pour des expositions de l'ordre du giga-becquerel, très au-delà des niveaux d'expositions rencontrés dans les environnements marqués au tritium ;
- les recommandations de l’OMS sur les critères de potabilité de l’eau de boisson sont que la dose reçue du fait de la présence d’un radionucléide dans l’eau de boisson ne dépasse pas 0,1 mSv/an. Cette dose pourrait être atteinte chez l’adulte par la consommation quotidienne de deux litres d’eau tritiée à hauteur de 7,8 kBq/l (valeur guide de l’OMS pour ce radioélément)[33]. La réglementation française retient que l'eau peut être considérée comme potable sans restriction jusqu'à dix mille becquerels par litre (soit 10 MBq/m3).

## Sécurité et radioprotection

### Mesure, dosage

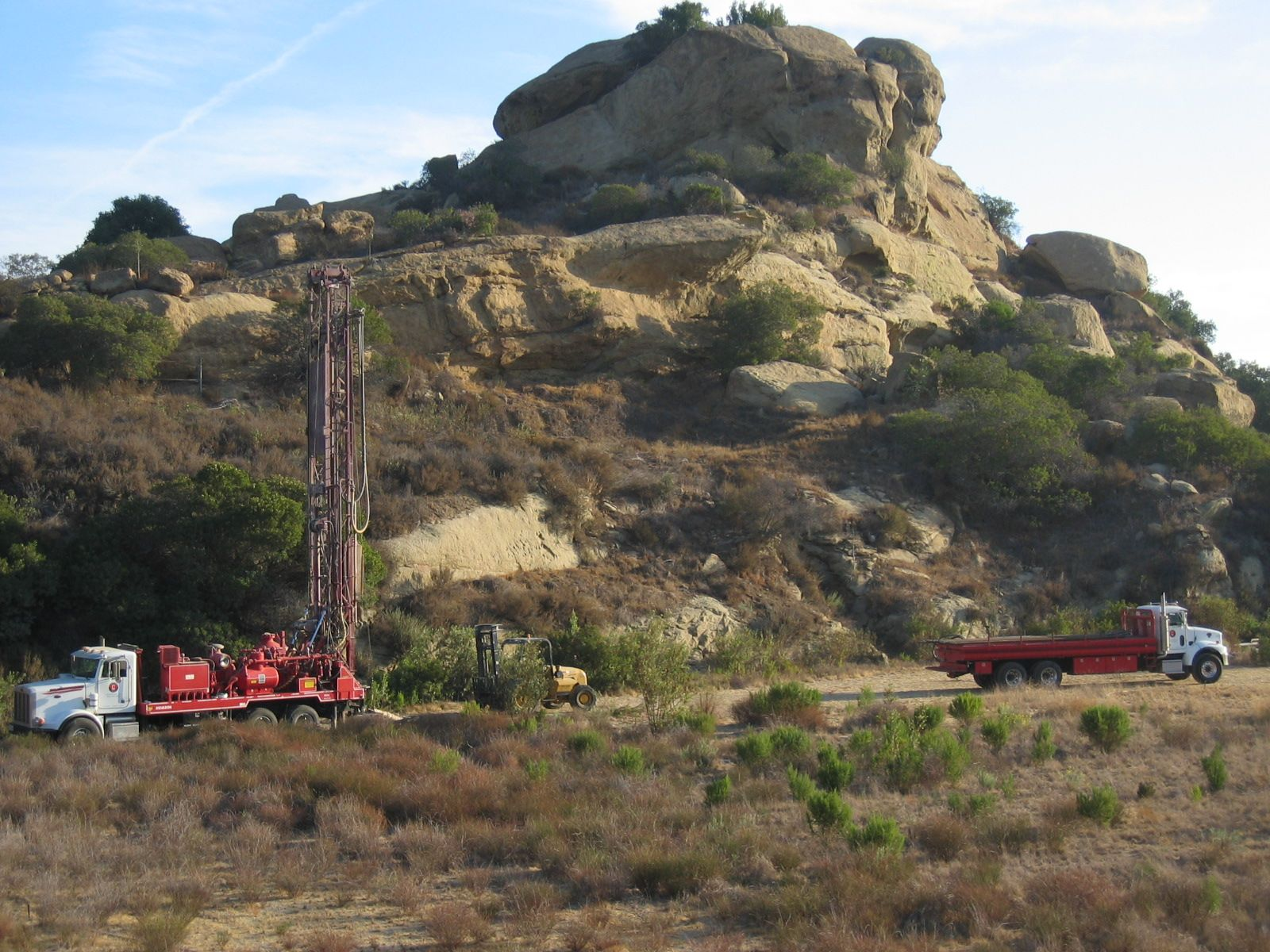
Mesures de tritium dans la nappe phréatique sous l'ancien réacteur de Santa Susana.

Il a fallu attendre les années 2000 pour mieux doser le tritium. Les techniques d'analyses sont les suivantes :
- une chambre d'ionisation des gaz permet de mesurer des concentrations importantes, de même que la microcalorimétrie pour des solides (sous forme d'hydrures par exemple) ;
- l'eau tritiée, ou des liquides (extraits par distillation azéotropique de plantes, animaux, champignons, sols) peuvent être analysés facilement par scintillation liquide ;
- vers 1980 sont apparus des compteurs à très bas bruit de fond détectant le tritium à partir de 5 Bq/l. De nouveaux flacons de comptage ainsi que des « cocktails scintillants » spéciaux ont permis de le détecter à partir de 1 Bq/l[35] ;
- la spectrométrie de masse de cet isotope est encore plus précise, mais plus longue (délais d'attente pour les analyses). Le tritium de l'air doit être analysé dans l'eau, après y avoir été solubilisé. Le tritium peut dégazer d'un échantillon liquide pour s'enfuir dans l'atmosphère. Les échantillons sont donc conservés en flacons étanches et avec une pellicule d'huile minérale sur le liquide ;
- une eau faiblement tritiée peut être « enrichie » pour analyse en profitant du fait que, lors de l'électrolyse, le tritium se dégage à la cathode plus lentement que l’hydrogène ordinaire (car ce dernier est plus léger). Cette technique permet d’accroître les seuils d'analyse de 0,2 jusqu’à 0,02 Bq/l ;
- les échantillons de sols ou de tissus vivant sont congelés et si possible traités dans leurs récipents d'échantillonnages qui doivent être étanches.

### Surveillance
Les concentrations en tritium sont surveillées dans l'air et les pluies depuis les années 1950. On sait mieux le doser depuis les années 2000, mais sa cinétique et l'impact de ce tritium dans le réseau trophique sont encore discutés et mal compris (notamment pour ses formes organiques).
On s'y est intéressé chez les lichens, réputés bons biointégrateurs et bioindicateurs de certains stress environnementaux, particulièrement résistants à la radioactivité, l'algue symbiote du lichen fixant le tritium et le carbone 14 via la photosynthèse, pour ensuite l'inclure dans des composés organiques, dans l'algue et le champignon-partenaire. Le lichen arboricole permet un suivi des eaux météoriques (pluie, vapeur, rosée, etc.) sans contamination par le tritium du sol ou par le tritium de l'eau du sol. L'analyse des lichens anciens ou de lichens transférés autour de sites civils ou militaires permet de cartographier, parfois de manière spectaculaire, les retombées provenant de ces installations. L'analyse des cernes du bois d'arbre permet par ailleurs d'estimer les variations annuelles d'absorption par les arbres.
En France
Dans les années 2000-2010, chaque année, plus de 2 000 mesures de tritium étaient faites dans l'eau et l'air autour des centrales et on commence à chercher à évaluer son impact autour des centrales. Le 17 octobre 2012, l'ACRO a relevé 110 Bq/l de tritium en mer dans la baie d'Écalgrain, près de l'usine Areva de La Hague, contre habituellement moins de 27 Bq/l à cet endroit (et jamais plus de 33,3 Bq/l en dix ans de mesure à Goury (1998-2007) selon l'Institut de radioprotection et de sûreté nucléaire (IRSN)) pour un fond naturel d'environ 0,1 Bq/l. Les données transmises par l'exploitant au Réseau national de mesure n'évoquent rien d'anormal pour cette date. L'Acro note à titre de comparaison que c'est beaucoup plus que pour le tritium relevé en mars 2013 devant la centrale nucléaire accidentée de Fukushima,.
Des incidents sont parfois signalés hors des centrales (entreprises gérant, incinérant ou inertant des déchets radioactifs) ou dans les centrales. Par exemple, la centrale nucléaire de Gravelines a déclaré, le 4 mars 2013, un Dépassement de l'autorisation de rejet en tritium : le rejet dépassait 720 Bq/l, soit quatorze fois plus que la valeur attendue (moins de 50 Bq/l). La cause semble avoir été un « transfert d'effluents inappropriés de l'installation vers le circuit des eaux usées ».

### Gestion des déchets tritiés
En France, depuis 1980, une loi protège et contrôle six matières nucléaires utilisables pour faire des armes nucléaires : le plutonium, l'uranium, le thorium, le deutérium, le tritium et le lithium 6.
Et depuis 2006, une loi a imposé aux autorités responsable des déchets tritiés « la mise au point pour 2008 de solutions d'entreposage des déchets contenant du tritium permettant la réduction de leur radioactivité avant leur stockage en surface ou à faible profondeur ».
Divers moyens de décontamination très relative (c'est un vrai problème pour les eaux contaminées de Fukushima) existent, allant de la désorption au laser de tritium adsorbé sur des surfaces contaminées, à l'usage d'un tamis moléculaire (pour l'eau, l'air ou un autre gaz contaminés). Dans les deux cas, cela produit un « effet mémoire » du tritium dans les filtres et par conséquent des risques de recontamination (du tritium s'accumule par exemple dans les tamis moléculaires en pénétrant les zéolites qui les composent, dont une partie pourra être relarguée lors d'une régénération ou utilisation ultérieure du filtre). Ce type de filtre finit comme déchet tritié.

### Plan d'action de l'ASN (France)
Au vu des données récentes et selon le principe de précaution, l'ASN a demandé à l'IRSN, à l'Agence nationale de sécurité sanitaire, au CEA et à la Commission internationale de protection radiologique d’étudier plus finement les effets du tritium sur l’environnement, l’embryon et le fœtus.
L’ASN engage les acteurs concernés à harmoniser les méthodes d'évaluation des doses selon l’espèce physico-chimique du tritium, et selon la voie de contamination (inhalation, ingestion, passage percutané, etc.), et non plus seulement selon la durée d'exposition.
L'ASN a demandé des investigations sur d'éventuels effets cancérigènes ou héréditaires (études épidémiologiques chez les travailleurs…).
L'ASN doit créer un comité de suivi de ce plan. L'agence invite aussi les exploitants d'installations nucléaires (Areva, EDF) à mieux maîtriser leurs rejets du tritium et mettre en place une veille technologique en matière de « détritiation » des rejets.
En janvier 2025, l'ASN et l'IRSN ont fusionné pour former l'Autorité de sûreté nucléaire et de radioprotection (ASNR), qui poursuit les travaux en cours, notamment sur le tritium.